# Mike Bantom
Michael Allen Bantom, detto Mike (Filadelfia, 3 dicembre 1951), è un ex cestista statunitense, professionista nella NBA e in Italia.
Ha segnato un totale di 4205 punti nella massima serie.

## Carriera
Venne selezionato dai Phoenix Suns al primo giro del Draft NBA 1974 (8ª scelta assoluta).
Con gli Stati Uniti disputò i Giochi olimpici di Monaco 1972.

## Statistiche

### NBA

#### Regular Season
| Anno      | Squadra            | PG  | PT | MP   | TC%  | 3P%  | TL%  | RP  | AP  | PRP | SP  | PP   |
| --------- | ------------------ | --- | -- | ---- | ---- | ---- | ---- | --- | --- | --- | --- | ---- |
| 1973-1974 | Phoenix Suns       | 76  | -  | 26,1 | 39,9 | -    | 66,2 | 6,8 | 2,1 | 0,7 | 0,6 | 10,1 |
| 1974-1975 | Phoenix Suns       | 82  | -  | 27,3 | 46,1 | -    | 71,4 | 6,7 | 1,9 | 0,8 | 0,6 | 12,5 |
| 1975-1976 | Phoenix Suns       | 7   | -  | 9,7  | 30,8 | -    | 100  | 3,3 | 0,4 | 0,3 | 0,3 | 3,0  |
| 1975-1976 | Seattle S.Sonics   | 66  | -  | 22,8 | 47,1 | -    | 67,5 | 5,6 | 1,5 | 0,4 | 0,4 | 8,4  |
| 1976-1977 | Seattle S.Sonics   | 44  | -  | 18,1 | 48,8 | -    | 69,0 | 4,2 | 1,2 | 0,8 | 0,5 | 7,5  |
| 1976-1977 | N.Y. Nets          | 33  | -  | 33,8 | 47,3 | -    | 73,5 | 8,6 | 1,5 | 0,8 | 0,8 | 18,6 |
| 1977-1978 | Indiana Pacers     | 82  | -  | 33,8 | 47,9 | -    | 74,3 | 7,4 | 2,9 | 1,2 | 0,6 | 15,3 |
| 1978-1979 | Indiana Pacers     | 81  | -  | 31,2 | 46,5 | -    | 67,2 | 8,0 | 2,8 | 1,2 | 0,8 | 14,7 |
| 1979-1980 | Indiana Pacers     | 77  | -  | 30,3 | 50,5 | 33,3 | 66,5 | 5,9 | 3,6 | 1,1 | 0,6 | 11,8 |
| 1980-1981 | Indiana Pacers     | 76  | -  | 31,3 | 48,9 | 0,0  | 70,8 | 5,6 | 3,2 | 1,1 | 1,1 | 14,0 |
| 1981-1982 | Indiana Pacers     | 39  | 37 | 26,6 | 43,8 | 33,3 | 66,0 | 5,5 | 1,7 | 1,0 | 0,6 | 11,7 |
| 1981-1982 | Philadelphia 76ers | 43  | 1  | 22,8 | 51,0 | 33,3 | 58,8 | 5,3 | 1,1 | 0,6 | 0,9 | 8,8  |
| Carriera  | Carriera           | 706 | 38 | 27,9 | 46,8 | -    | 69,2 | 6,4 | 2,3 | 0,9 | 0,7 | 12,1 |

#### Playoffs
| Anno     | Squadra            | PG | PT | MP   | TC%  | 3P% | TL%  | RP  | AP  | PRP | SP  | PP   |
| -------- | ------------------ | -- | -- | ---- | ---- | --- | ---- | --- | --- | --- | --- | ---- |
| 1976     | Seattle S.Sonics   | 6  | -  | 19,0 | 57,9 | -   | 70,0 | 3,8 | 1,3 | 0,7 | 0,3 | 9,7  |
| 1981     | Indiana Pacers     | 2  | -  | 25,5 | 75,0 | -   | 71,4 | 4,0 | 0,5 | 0,5 | 0,5 | 14,5 |
| 1982     | Philadelphia 76ers | 21 | -  | 19,0 | 39,6 | -   | 45,2 | 3,7 | 1,1 | 0,7 | 0,4 | 4,3  |
| Carriera | Carriera           | 29 | -  | 19,4 | 48,3 | -   | 55,1 | 3,7 | 1,1 | 0,7 | 0,4 | 6,1  |

## Palmarès
- NCAA AP All-America Third Team (1973)
- NBA All-Rookie First Team (1974)